# トラベル・ジョーンズ
トラベル・ジョーンズ（Travele Jones、1988年11月9日 - ）は、カリフォルニア州出身のバスケットボール選手である。ポジションはフォワード。bjリーグの青森ワッツに所属している。テキサスサザン大学ではNCAAのオールアメリカンに選出された。
カリフォルニア州のセアトリスカレッジからテキサスサザン大学に進み、2009-2010シーズンには1試合平均13.7得点と5.8リバウンドを挙げた。
翌2010-2011シーズンには1試合平均16.0点、6.9リバウンドを上げテキサスサザン大学タイガースをサウスウェスタン・アスレチック・カンファレンス優勝に導き、ジョーンズはその年のカンファレンス最優秀選手に選ばれた。またAP通信によって、NCAAオールアメリカンの選外賞にも選ばれた。
大学卒業後、ジョーンズは2011年のNBAドラフトで指名を受けられず、スイスのSAMマッサニョと契約。2011-12シーズンは1試合平均16.8得点、7.3リバウンドを記録した後、翌シーズン、ベルギーのVOOウルヴス・ヴェルヴィエ・ペパンステに移った。
2013-14シーズン、ジョーンズはbjリーグの仙台89ERSと契約、50試合に出場し平均15.9得点、9.1リバウンドを挙げ、翌2014-15シーズンには同じくbjリーグの青森ワッツとの契約が合意に達したと発表されたが、メディカルチェックを通過できず、契約には至らなかった。